# Orthocis reflexicollis
Orthocis reflexicollis là một loài bọ cánh cứng trong họ Ciidae. Loài này được Abeille de Perrin miêu tả khoa học năm 1874.